# Jean Philippe Rohr
Jean Philippe Rohr, född den 23 december 1961 i Metz, Frankrike, är en fransk fotbollsspelare som tog OS-guld i fotbollsturneringen vid de olympiska sommarspelen 1984 i Los Angeles.